# Honda Civic
Civic je najuspešnejši Hondin avtomobil. Predstavlja približno tretjino celotne Hondine prodaje po vsem svetu. Izdelujejo ga v enajstih, prodajajo pa v 160 državah.
Civic osme generacije je bil prvič je bil prikazan leta 2005 kot študijsko vozilo na ženevskem avtomobilskem salonu. Civic ima športni videz zaradi klinaste, naprej usmerjene potniške kabine.
Skupna dolžina civica osme generacije je 4248 mm, višina pa 1460 mm. Honda je povečala širino vozila na 1765 mm ter sprednji in zadnji kolotek na 1504 oz. 1510 mm. S temi dimenzijami je širši, krajši in nižji od prejšnjega modela.

### Notranjost
Notranjost je temeljito prenovljena, ima futuristično obliko. Armaturna plošča je dvodelna. En del posreduje vizualne informacije, drugi pa je namenjen raznim napravam za upravljanje. Bistveni podatki so visoko na instrumentni plošči. Tako je vožnja varnejša in prijetnejša. Digitalni zaslon vsebuje merilnik hitrosti, prikaz vrtljajev motorja in Eco kazalnik (prikaz trenutne porabe goriva). Tu so še števec prevoženih kilometrov, prikaz zunanje temperature, prikaz pričakovanega dosega, povprečne hitrosti, povprečne porabe goriva in porabljenega časa ter opozorilne lučke.  Na volanu so stikala za upravljanje avdio sistema in gumbi tempomata, gumbi za govorno izbiranje v navigacijskem sistemu in gumbi za upravljanje večnamenskega zaslona. Nagib volanskega obroča je športno navpičen. Povečana je razdalja od pedalov do bokov (iz 970 na 978 mm). Obloga armaturne plošče in vrat je iz mehke snovi s površinsko teksturo usnja. Razdalja med boki potnikov na sprednjem in zadnjem sedežu znaša 803 mm, kar je primerljivo z nekaterimi večjimi tekmeci iz segmenta D. Možen je dvig zadnjih sedežev v navpični položaj. S tem pridobimo dodatno odlagalno površino v zadnjem delu kabine. Z eno potezo jih lahko položimo na tla in zravnamo prtljažni prostor. Če je prednji sopotnikov sedež zvrnjen povsem nazaj, je možno vanj naložiti do 2,6 metra dolge predmete. Skupna prostornina prtljažnega prostora je 485 litrov. Tla prtljažnega prostora je možno spustiti. Tako nastane dodaten prostor za odlaganje, ki ga je nekoč zasedalo rezervno kolo. Vozilo ima tudi osvetljen, 14-litrski armaturni predal, enolitrski srednji predal, odstranljiv pepelnik, 6,9-litrski predal v srednji konzoli (ki obenem služi kot naslon za roko), dvojno držalo za pijačo z drsnim pokrovom in tudi v vseh štirih vratih so dodatni odlagalni prostori za hrambo steklenic (500 ml) in zemljevidov (prednja vrata).

### Pogonski sklop
Na voljo so trije motorji:
- 1339 cm3 bencinski z 61 KW/83 KM,
- 1799 cm3 bencinski s 103 kW/140 KM in
- 2204 cm3 dizelski s 103 kW/140 KM.

Vsi so opremljeni s 6-stopenjskim ročnim menjalnikom. Bencinska motorja sta lahko opremljena tudi s 6-stopenjskim osamodejenim ročnim menjalnikom  i-SHIFT. Vsi trije motorji so prvič vgrajeni v civic-a. 1,8-litrski i-VTEC pa je popolnoma nov. Poglavitni lastnosti 1,8-litrskega motorja sta odzivnost in prožnost. Motor je tih in ima uglajen zvok. Pri majhni obremenitvi motorja delno zaprta dušilna loputa povzroča izgube. Pri najnovejši različici sistema i-VTEC se sesalni ventili zapirajo z zakasnitvijo. Tako se ustrezno uravnava vstopna količina zmesi goriva in zraka, kar omogoča, da ostane dušilna loputa široko odprta. Delovne izgube motorja se zmanjšajo. Sistem i-VTEC prilagaja krmilne čase ventilov med pospeševanjem. Tako zagotavlja veliko moči in navora. Sistem drive-by-wire omogoča zelo natančno krmiljenje dušilne lopute, tako da voznik sprememb niti ne opazi. Rezultat teh izboljšav in tudi obsežnih ukrepov za zmanjšanje trenja je ekonomičnost porabe goriva, ki je enakovredna 1,5-l motorju, hkrati pa izjemni pospeški, primerljivi z 2,0-litrskim. Med drugimi novostmi je še sesalni kanal spremenljive dolžine in oljne šobe za hlajenje batov. Pospešek od 0 do 100 km/h traja 8,6 sekunde. Porabo goriva je 6,4 l/100 km (kombinirani cikel). Z osmo generacijo civica vstopa tudi 2,2-litrski dizelski motor i-CTDi. Zmogljivost, poraba goriva in uglajenost je vrhunska. Sprva je bil vgrajen v accorda. Za civica so ga predelali, tudi zato, da je gre v civicov manjši motorni prostor. Ta motor z aluminijsko konstrukcijo razvije 140 KM pri 4000 vrt/min in največji navor 340 Nm pri komaj 2000 vrtljajih. To je prečno vgrajen štirivaljnik z dvema odmikalnima gredema v glavi (DOHC), štirimi ventili na valj, izravnalnima gredema, sistemom neposrednega vbrizgavanja druge generacije s skupnim vodom in turbopuhalom s spremenljivo geometrijo lopatic ter hladilnikom polnilnega zraka. Lastnosti motorja zaokrožujej vrednost porabe goriva, ki je v kombiniranem ciklu 5,1 l/100 km. Motor 1,4 i-DSI (intelligent Dual and Sequential Ignition) ima sistem drive-by-wire za regulacijo plina in nov, kompakten sesalni sistem z zbiralnikom iz umetne mase ter prav tako novo izpušno napravo z linearnim zaznavanjem deleža kisika. Poraba goriva je 6,1 l/100 km (5,7 l/100 km pri osamodejenem ročnem menjalniku). Izpusti v zrak znaša 143 g/km CO2.

### Menjalnik
Novi 6-stopenjski ročni menjalnik je enako konstruiran kot prejšnji 5-stopenjski, vendar je občutek pri prestavljanju boljši zaradi krajšega giba vodilne puše, prestavnega mehanizma brez zgibov in zelo zmogljivih zaskočnih ležajev, ki povzročajo manj trenja. Poleg tega so uporabljeni še vzvod prestavnega mehanizma s spremenljivim razmerjem in novi zobniki z boljšim ubiranjem od 3. do 6. prestave. Menjalnik je kompaktnejši in ustvarja manj notranjega trenja. Hkrati je gib prestavne ročice krajši, prehodi med prestavnimi razmerji so ožji in občutek pri prestavljanju nasploh boljši. Ročni menjalnik je tudi osnova za popolnoma nov, avtomatizirani ročni menjalnik, ki se prvič pojavlja v kaki hondi. Tako imenovani sistem i-SHIFT uporablja sklopko in prestavni mehanizem za bolj ekonomično porabo goriva, seveda pa lahko voznik izbira med samodejno prestavno shemo za bolj sproščen slog vožnje in ročnim načinom s sekvenčnim prestavnim stikalom za bolj športno prestavljanje. Honda se je osredotočila na to, da doseže mehkobo prestavljanja v samodejnem načinu in obenem omogoči kar se da športno in odzivno vožnjo v ročnem načinu. Za preklop med obema načinoma zadošča pritisk na gumb ob prestavni ročici ali na prestavni stikali tik za volanskim obročem. Honda i-SHIFT je na voljo pri 1,4- in 1,8-litrskem bencinskem motorju in združuje ekonomičen izkoristek goriva ter gladko prestavljanje.

### Podvozje
Glede na to, da je bil zasnovan za evropski trg, so civic testirali v Evropi z evropskimi vozniki in tako prišli do pravšnjih standardov voznih lastnosti in vodenja. Ob posebnem poudarku na stabilnosti in športnem vodenju so dosegli vrhunske ocene v kategoriji C. Trdnost karoserije nasploh je v primerjavi s prejšnjim civicom povečana. Nova honda civic je enostavna za vožnjo zaradi svoje notranjosti, zasnovane po meri voznika, z izvrstno vidljivostjo in odličnimi ergonomskimi lastnostmi. Vožnja pa bo tudi zabavna zaradi zelo odzivnega vodenja in izvrstnega občutka v krmilu, kar bi moralo ugajati ravno športno usmerjenemu vozniku. Širok kolotek in razmeroma velika medosna razdalja še ne povesta vsega. Prednje vzmetenje uporablja preizkušeno MacPhersonovo nogo z večjim kotom zaostajanja in hitrejšim razmerjem električnega servokrmila (EPS). Sprednji pomožni okvir je sestavljen iz jeklenega srednjega dela in tlačno litih aluminijskih bočnih delov za nevtralizacijo vibracij in večje splošno udobje ter uglajenost. Stabilnost krmiljenja je nadalje izboljšana zaradi izpopolnjenih nosilcev  blažilnika in prožnega vpetja ležajnih puš, delovni učinek nasploh pa zaradi tehnično dovršene zasnove blažilnika. Posebna vzmet prevzema obremenitve bočnih sil, aluminijsko spodnje vodilo pa prispeva k zmanjšanju mase in večji trdnosti. Pri zadnjem vzmetenju je prema s torzijsko gredjo tako zasnovana, da predstavlja navidezno dolžino vodila, ki optimalno prilagaja nihajno središče. Odlične učinke blaženja zagotavlja zelo odziven enocevni blažilnik s popolnoma neodvisno vijačno vzmetjo. Z natančno izračunano geometrijo obes je dosežena izredna stabilnost pri velikih hitrostih. Električno servokrmilo daje najboljši občutek za krmiljenje v svojem razredu: večja izhodna moč, manjši vztrajnostni odpor, večja čvrstost, manjše trenje, boljša obvladljivost in nižja poraba so med ključnimi prednostmi tega sistema v primerjavi s hidravličnim.

### Varnost
Novi civic bo med najbolj varnimi vozili v svojem razredu. Vsi modeli so opremljeni z ABS in za optimalno učinkovitost tudi z elektronsko porazdelitvijo zavorne sile (EBD) s prilagajanjem zavornega tlaka na sprednjih in zadnjih zavorah za kar največjo zavorno sposobnost in stabilnost. Celotna ponudba novega civica ima tudi sistem za nadzor stabilnosti vozila (VSA), ki pomaga vozniku obdržati nadzor med zavijanjem, pospeševanjem in sunkovitimi manevri, tako da po potrebi zavira kolesa na levi ali desni strani in obenem ustrezno krmili sistema dušilne lopute ter vžiga. Pasivna varnost je bila pri Hondi vedno najpomembnejša in tokratna novost pri novem civicu je opominjalni sistem za uporabo varnostnih pasov na zadnjih sedežih. Sistem zazna odpiranje in zapiranje zadnjih vrat ter pokaže na večnamenskem zaslonu na instrumentni plošči znak za uporabo zadnjih varnostnih pasov. Enota SRS nato ugotovi, v kakšnem stanju je zaklep vsakega pasu, in pošlje ustrezno informacijo zaslonu (ki prikaže, da ni noben pas v uporabi ali da so v uporabi eden, dva ali trije). Posebna pozornost je bila namenjena tudi potnikoma spredaj, tako da sta oba prednja sedeža opremljena z dvojnima zateznikoma pasov. Aktivna vzglavnika na sprednjih sedežih varujeta ob morebitni nezgodi pred poškodbami vratu in po raziskavi, ki jo je v zvezi z ublažitvijo poškodb vratu izvedel neodvisni inštitut Thatcham, pričakuje Honda odlično oceno. Honda pričakuje tudi, da bo novi civic dosegel oceno 5 zvezdic po kriterijih Euro NCAP za varnost ob čelnem in bočnem trku, 3 zvezdice za varnost pešcev in 4 zvezdice za varnost otrok. S tem bo civic postal eno od najvarnejših vozil v svojem razredu, kar je izreden dosežek glede na to, da ima najkrajši sprednji previs v segmentu C.

### Proizvodnja
Od svojega prvega nastopa v letu 1972 je civic doživel vrsto razvojnih sprememb, da je obdržal položaj prodajno najuspešnejšega Hondinega modela, ki v grobem doseže približno tretjino celotne Hondine prodaje. Danes izdelujejo civic v 11 državah in prodajajo na 160 trgih po vsem svetu. Novi civic za evropski trg bodo izdelovali izključno v Hondini britanski tovarni v Swindonu (HUM), prodaja pa naj bi stekla v začetku leta 2006. V tovarni motorjev HUM bodo sestavljali tudi 1,8-litrski motor i-VTEC in 2,2-litrski i-CTDi.

## Zgodovina
Od predstavitve prve generacije civica leta 1972 minilo že več kot 30 let. Njihov vpliv na razvoj avtomobilske industrije je pogosto izhajal iz Hondine strategije rednega uvajanja novih tehnologij na velikoserijski trg prek tega modela.

### Prva generacija – ‘First Civic’ (1972-1979)
Civic je bil Hondina vizija dosegljivega, a še vedno udobnega in za vožnjo prijetnega avtomobila. Med letoma 1972 in 1979 so izdelali prek 2,1 milijona primerkov tega lahkega in kompaktnega avtomobila, največ v karoserijskih različicah s 3 in 5 vrati. Na isto osnovno ploščo so postavljali tudi nadgradnje z 2 in 4 vrati ter podaljšane karoserije (kombi limuzine) z motorji od 1,2 do 1,5 litra. Civic je imel vzmetenje s štirimi vzmetnimi nogami in spredaj nameščen motor s pogonom na sprednji kolesi. S sodobnim in pristno inovativnim motorjem CVCC (Compound Vortex Controlled Combustion) z nadzorovanim zgorevanjem je bil prvi avtomobil na svetu, ki mu je v Ameriki uspelo priti skozi t. i. Muskiejev zakon o čistem zraku in se je štiri leta zapored najvišje uvrščal na lestvici ekonomičnosti porabe goriva, ki jo objavlja ameriški Urad za varovanje okolja. Po tehnični plati se je izkazal kot dosegljiv in za uporabo enostaven kompakten avtomobil.

### Druga generacija – ‘Super Civic’ (1979-1983)
Osemdeseta leta 20. stoletja so v najbolj razvite države sveta, ki so večinoma že spoznale Hondin pohval deležni kompakten avtomobil, prinesla čut za vrednost. Prodaja civica je presegla 2,5 milijona. Različice s 3, 4 in 5 vrati so se prodajale na vseh pomembnejših trgih in uporabljale motorje od 1,3 do 1,5 litra, za tehnični višek pa je poskrbel nadaljnji razvoj motorja CVCC s še boljšim izkoristkom zgorevanja. Dodan mu je bil tudi katalitični pretvornik.

### Tretja generacija – ‘Wonder Civic’ (1983-1987)
‘Wonder Civic’ se je razvijal iz idejne zasnove z imenom ‘Najprej človek, potem stroj’, ki je postavila v središče kupca, kateremu naj vozilo služi. Karoserijske različice s 3 in 4 vrati so prevladovale, vendar sta na isti osnovi zrasla športni model CRX in Shuttle – predhodnik sodobnih večnamenskih vozil. Na voljo so bili 1,3-, 1,5- in 1,6-litrski bencinski motorji za različne potrebe. V tehničnem smislu je 12-ventilni motor iz lahke zlitine pomaknil stopnjo izkoristka goriva še više, 16-ventilni DOHC pa je iz civica naredil tudi športnega konkurenta, zlasti z modelom CRX. Narejenih in prodanih je bilo več kot 1,8 milijona civicov tretje generacije, kar je zbirno številko modela dvignilo prek 5 milijonov. V tem času se je Honda tudi vrnila v dirkalni svet F1 (na www.barhondaf1.com).

### Četrta generacija – ‘Grand Civic’ (1987-1991)
Ta civic je dočakal uvedbo motorjev s štirimi ventili na valj pri vseh modelih. Sistem vzmetenja s po dvema prečnima vodiloma, v uporabi že na modelih Accord in Prelude, je bil prvič uveden spredaj in zadaj, da bi modelu zagotovil odlične lastnosti vodenja in stabilnost. V tem času so 1,3 - 1,4 - 1,5 in 1,6-litrski motor postregli z odličnim kompromisom med ekonomično porabo goriva in zmogljivostjo, DOHC VTEC pa je bil prvi motor na svetu, ki je elektronsko uravnaval krmilne čase in dvig ventilov. Med letoma 1987 in 1991 je bilo izdelanih 2,5 milijona enot.

### Peta generacija – ‘Sports Civic’ (1991-1995)
Aerodinamika in ekonomičnost sta bili ključni lastnosti, povezani s 5. generacijo civica v različicah z 2, 3, 4 in 5 vrati skupaj s športnim dvosedom CRX, ki je svojim navdušujočim voznim lastnostim dodal odstranljivo streho in varnostni okvir. Seznam motorjev je obsegal 1,3-, 1,4-, 1,5- in 1,6-litrske enote, kar je 2,4 milijona kupcem omogočalo široko izbiro. Honda je leta 1994 pognala proizvodnjo osebnih avtomobilov v Veliki Britaniji (tovarna HUM v Swindonu). Zelo upoštevana tehnologija VTEC je bila uporabljena tudi v motorju SOHC in tako še bolj poudarila ravnotežje med ekonomično porabo in zmogljivostjo. Nadaljnji razvoj je prinesel sistem VTEC-E, ki je težil k še boljšemu izkoristku goriva tako, da je pri določenih vrtilnih frekvencah motorja dejansko zaprl enega od sesalnih ventilov v vsakem valju (vti). Bolj športna oblika ni izključevala praktičnosti in razdeljena vrata prtljažnika so naredila ta prostor laže dostopen in bolj praktičen. Proizvodnja civica je v tem obdobju presegla magično mejo 10 milijonov.

### Šesta generacija – ‘Miracle Civic’ (1995-2000)
Z več kot 3,2 milijona narejenih primerkov je ta model postal sploh najbolje prodajani civic. V različicah z 2, 3, 4 in 5 vrati (tudi Aero deck so izdelovali na isti osnovni plošči kot poseben model) je imela šesta generacija Civica bogato izbiro motorjev, med njimi tudi prvi civicov dizel – 2,0-litrski. Pri bencinskih je bilo mogoče izbirati med 1,3, 1,4, 1,5, 1,6 in 1,8-litrskim. Še enkrat se je izkazalo, da je mogoče povečati storilnost motorja, ne da bi to vplivalo na večjo porabo goriva, kar je nedvoumno dokazal motor s tristopenjskim sistemom VTEC. Korak naprej v zvezi z voznimi lastnostmi je naredil menjalnik CVT, ki je prvič ponudil brezstopenjsko, samodejno  menjavanje prestavnih razmerij.

### Sedma generacija – ‘Conscious Civic’ (2000-2005)
Z nadgradnjo novih karoserijskih različic na civicovi osnovni plošči je Honda poskrbela za bolj družinsko usmerjeno uporabo avtomobila z modeloma Stream in CR-V. Civic sam pa je postal večji, širši in višji, z več prostora za potnike in prtljago. Med letoma 2000 in 2005 je bilo izdelanih dva milijona civicov sedme generacije. 
Poleg prostorne notranjosti so kupci civica lahko uživali tudi prednosti povsem ravnega poda in na armaturno ploščo nameščene prestavne ročice. Z združitvijo sistemov VTEC in VTC (Variable Timing Control ali spremenljivo krmiljenje odmikalnih gredi) so Hondini inženirji ustvarili motorje z boljšimi delovnimi karakteristikami. Vse večja skrb za okolje je privedla do civica IMA s pomožnim pogonskim sistemom (Integrated Motor Assist); električni motor v navezi z izjemno varčnim bencinskim i-DSI je dal 1,3-litrski motor z efektivnim izkoristkom goriva primerljivim z 1,0-litrskim in zmogljivostjo 1,6-litrskega. Kar zadeva varnost, je civic dosegel doslej najvišjo podeljeno oceno za varnost pešcev po kriterijih Euro NCAP (stari protokol).